# Gwyn ap Nudd
Gwynn eller Gwyn ap Nudd var underjordens härskare i keltisk mytologi. Han är en av dem som förknippas med "den vilda jakten" i vilken egenskap han också tjänstgör som själasamlare. Han sades ha sitt hov på toppen av Glastonbury Tor. Han rövade bort jungfrun Creiddylad och utkämpade en årlig strid 1 maj mot en rival, Gwythr ap Greidawl, en symbolisk strid mellan vintern och sommaren. 
Jämför med den grekiska årstidsmyten om Hades, Persefone och Demeter.